# Woodiphora
Woodiphora är ett släkte av tvåvingar. Woodiphora ingår i familjen puckelflugor.

## Dottertaxa tillWoodiphora, i alfabetisk ordning[1][2]
- Woodiphora afrotropica
- Woodiphora afurca
- Woodiphora andersoni
- Woodiphora apicipennis
- Woodiphora arunkumari
- Woodiphora beaveri
- Woodiphora bilineata
- Woodiphora biroi
- Woodiphora capisularis
- Woodiphora chaoi
- Woodiphora collini
- Woodiphora dentifemur
- Woodiphora dilacuna
- Woodiphora dormanae
- Woodiphora fijiensis
- Woodiphora gouteuxi
- Woodiphora grandipalpis
- Woodiphora grootaerti
- Woodiphora harveyi
- Woodiphora howseae
- Woodiphora jacksonae
- Woodiphora kotrbae
- Woodiphora krakatoensis
- Woodiphora kuenburgi
- Woodiphora limbata
- Woodiphora linguiformis
- Woodiphora londti
- Woodiphora longicauda
- Woodiphora longipalpis
- Woodiphora magnipalpis
- Woodiphora malae
- Woodiphora malaysiae
- Woodiphora multinevra
- Woodiphora orientalis
- Woodiphora palawanensis
- Woodiphora pallidinervis
- Woodiphora palpatrix
- Woodiphora papuana
- Woodiphora paralleta
- Woodiphora parvula
- Woodiphora prorsa
- Woodiphora quadrata
- Woodiphora retroversa
- Woodiphora rickardi
- Woodiphora rogutensis
- Woodiphora salomonis
- Woodiphora santoshi
- Woodiphora setosa
- Woodiphora spinifemora
- Woodiphora trigona
- Woodiphora unilineata
- Woodiphora verticalis
- Woodiphora yarimii